# John Stears
John Stears (Uxbridge, 25 de agosto de 1934 - Los Ángeles, 28 de junio de 1999) fue un supervisor de efectos especiales en varias películas. Es especialmente famoso por su trabajo en los primeros títulos de la saga sobre James Bond.

## Filmografía
- From Russia With Love (1963)
- Goldfinger (1964)
- Thunderball (1965)
- Sólo se vive dos veces (1967)
- 007: al servicio secreto de su Majestad (1969)
- El hombre de la pistola de oro (1974)
- Star Wars (1977)
- Sahara (1983)

## Premios y distinciones
Premios Óscar
| Año  | Categoría                            | Película                           | Resultado |
| ---- | ------------------------------------ | ---------------------------------- | --------- |
| 1966 | Mejores efectos visuales             | Operación Trueno                   | Ganador   |
| 1978 | Óscar a los mejores efectos visuales | Star Wars: Episode IV - A New Hope | Ganador   |